# Cammy Potter
Cammy Potter, właśc. Ann Cameron Potter (ur. 4 stycznia 1969, zm. 12 lutego 2004 w Park City) – amerykańska snowboardzistka, brązowa medalistka mistrzostw świata.

## Kariera
Zaczynała od narciarstwa, podczas nauki w Bostonie zainteresowała się snowboardem i przy tej dyscyplinie już pozostała. Zawodniczka klubu Park City Snowboard Team, wielokrotnie reprezentowała barwy USA w zawodach międzynarodowych. Specjalizowała się w konkurencjach half-pipe i snowboardcross. 6-krotnie stawała na podium zawodów Pucharu Świata, w tym raz na najwyższym stopniu (17 grudnia 1996, Sun Peaks, Kanada, snowboardcross). Udane występy w Pucharze Świata zaowocowały 3. miejscem w klasyfikacji końcowej konkurencji half-pipe w 1995 (1996 była 6., a 1997 28. w half-pipe, ale za to 11. w snowboardcrossie).
W styczniu 1996 na mistrzostwach świata w Lienzu zdobyła brązowy medal w konkurencji half-pipe; startowała także w kolejnych mistrzostwach świata w San Candido (1997), ale bez sukcesów. Minimalnie przegrała walkę o miejsce w reprezentacji na igrzyska w Nagano 1998, gdzie snowboard debiutował jako dyscyplina olimpijska.
Zmarła po kilkuletniej walce z rakiem w swoim domu w Park City w stanie Utah.

## Osiągnięcia

### Mistrzostwa świata
| Miejsce | Dzień       | Rok  | Miejscowość | Konkurencja    | Zwycięzca             |
| ------- | ----------- | ---- | ----------- | -------------- | --------------------- |
| 3.      | 24 stycznia | 1996 | Lienz       | Halfpipe       | Carolien van Kilsdonk |
| 23.     | 24 stycznia | 1997 | San Candido | Halfpipe       | Anita Schwaller       |
| 13.     | 26 stycznia | 1997 | San Candido | Snowboardcross | Karine Ruby           |

### Puchar Świata

#### Miejsca w klasyfikacji generalnej
- sezon 1994/1995: -
- sezon 1995/1996: -
- sezon 1996/1997: 25.

#### Miejsca na podium
1. San Candido – 20 stycznia 1995 (halfpipe) - 2. miejsce
2. Mount Bachelor – 10 lutego 1995 (halfpipe) - 2. miejsce
3. Breckenridge – 16 lutego 1995 (halfpipe) - 3. miejsce
4. Calgary – 26 lutego 1995 (halfpipe) - 3. miejsce
5. San Candido – 18 stycznia 1996 (halfpipe) - 3. miejsce
6. Sun Peaks – 17 grudnia 1996 (snowcross) - 1. miejsce